# Gastone Perin
Gastone Perin (Lonigo, 6 dicembre 1930) è un ex calciatore italiano, di ruolo centrocampista.

## Carriera
Cresce nel Marzotto Valdagno, che nel 1952 lo cede in prestito alla Portogruarese. Torna a giocare in Serie B nel 1954 con l'Alessandria, dove milita per tre stagioni disputando 52 partite e segnando 5 reti.
Nel 1957 si trasferisce alla Pro Vercelli giocando per due stagioni in Serie C.